# Тиара
Тиара (лат. tiara; от др.-греч. τιάρα) — первоначально персидский головной убор в виде высокой шапки; впоследствии, в более широком смысле — драгоценное головное украшение, разновидность короны или диадемы.
Различия между тиарой, диадемой и короной зачастую весьма условны, и устоявшееся именование того или иного исторического артефакта определяется традицией — например, корона императрицы Священной Римской империи Констанции Арагонской, имеющая вид украшенной золотом и драгоценными камнями шапки с подвесками и внешне напоминающая Корону святого Иштвана, традиционно именуется тиарой.

## Античные тиары

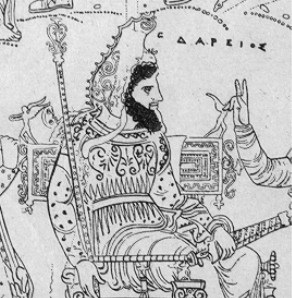
Персидский царь Дарий I в головном уборе, атрибутированном как царская тиара

Греческий термин τιάρα первоначально относится к персидскому головному убору, который мужчины-персы носили на войне и во время жертвоприношений. Персидские тиары были из мягкого войлока и имели, по всей видимости, вид высоких шапок. Ксенофонт в «Анабасисе» сравнивает их по форме с кожаными шлемами «с гребнем посередине».
Особая «прямая тиара» упоминается у греческих авторов как атрибут персидского царя, который больше никому не дозволено носить. Царские тиары, помимо формы, отличались богатой отделкой и украшались золотом и драгоценными камнями. Некоторые греческие авторы отождествляют тиару с кирбасией (вид боевого наголовья с назатыльником).
Подобные персидским, но остроконечные, конусообразные шапки носили скифы и саки.

## XIX—XX века

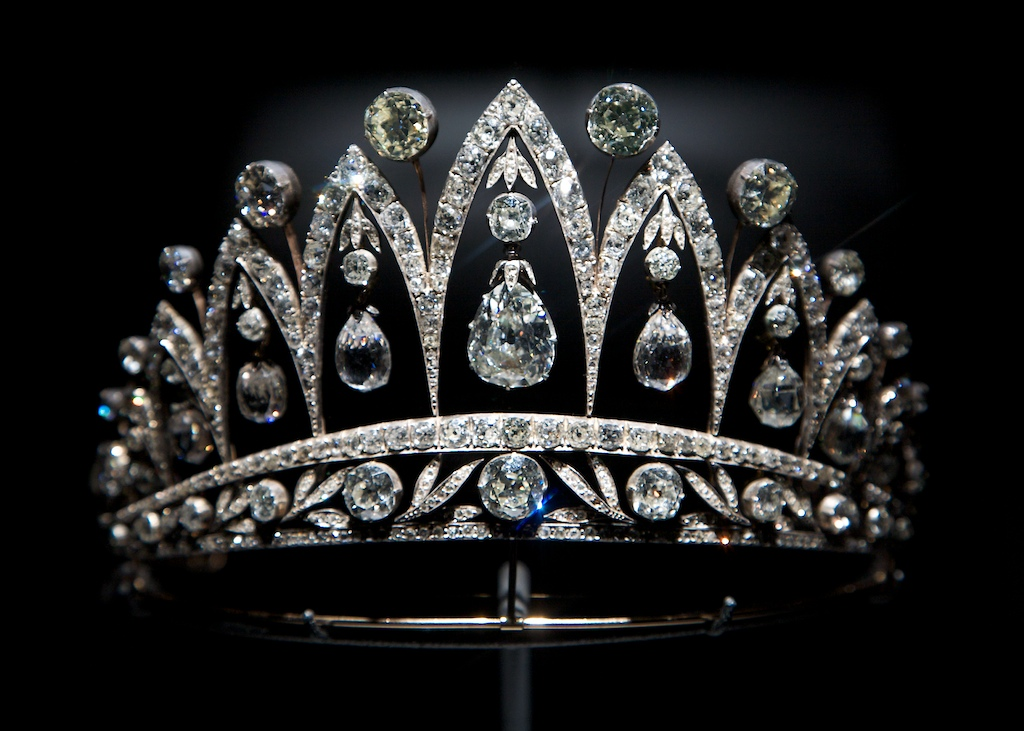
«Тиара императрицы Жозефины», изготовленная ок. 1890 года фирмой Фаберже из бриллиантов, когда-то принадлежавших Жозефине

Тиара современного вида, появившаяся на рубеже XVIII—XIX веков, представляет собой парадное женское головное украшение, разновидность диадемы. Основное отличие тиары от диадемы — незамкнутое основание и, как правило, более облегченная конструкция; хотя данный принцип не абсолютен. Из знаменитых исторических украшений многие незамкнутые венцы традиционно называются диадемами, а не тиарами (например, Большая сапфировая диадема Романовых), однако термин «тиара» по отношению к сплошным венцам почти вовсе не употребляется. Во многих языках, в том числе английском, также существуют сложности с определениями диадемы и тиары.
В первой четверти XIX века диадемы и тиары изготавливали преимущественно в античном стиле, с середины XIX века в моду вошел стиль романтизм. Наиболее типичными материалами, из которых изготавливались украшения европейских аристократок, были: золото, серебро, платина, драгоценные камни (в особенности бриллианты), жемчуг. С начала XIX века диадемы и тиары, наряду с ожерельем, наиболее часто входят в состав драгоценных парюр. В начале XX века тиары, до того преимущественно носимые надо лбом, иногда вертикально наподобие кокошника, опускаются непосредственно на лоб, по типу бандо.
В настоящее время тиара является специфическим украшением для особо торжественных случаев. В основном тиары носят представительницы высшего света, аристократических и правящих домов Европы на торжественные мероприятия и церемонии. Тиары-бижутерию иногда надевают невесты на свадьбу, а также участницы всевозможных конкурсов красоты.

## Галерея

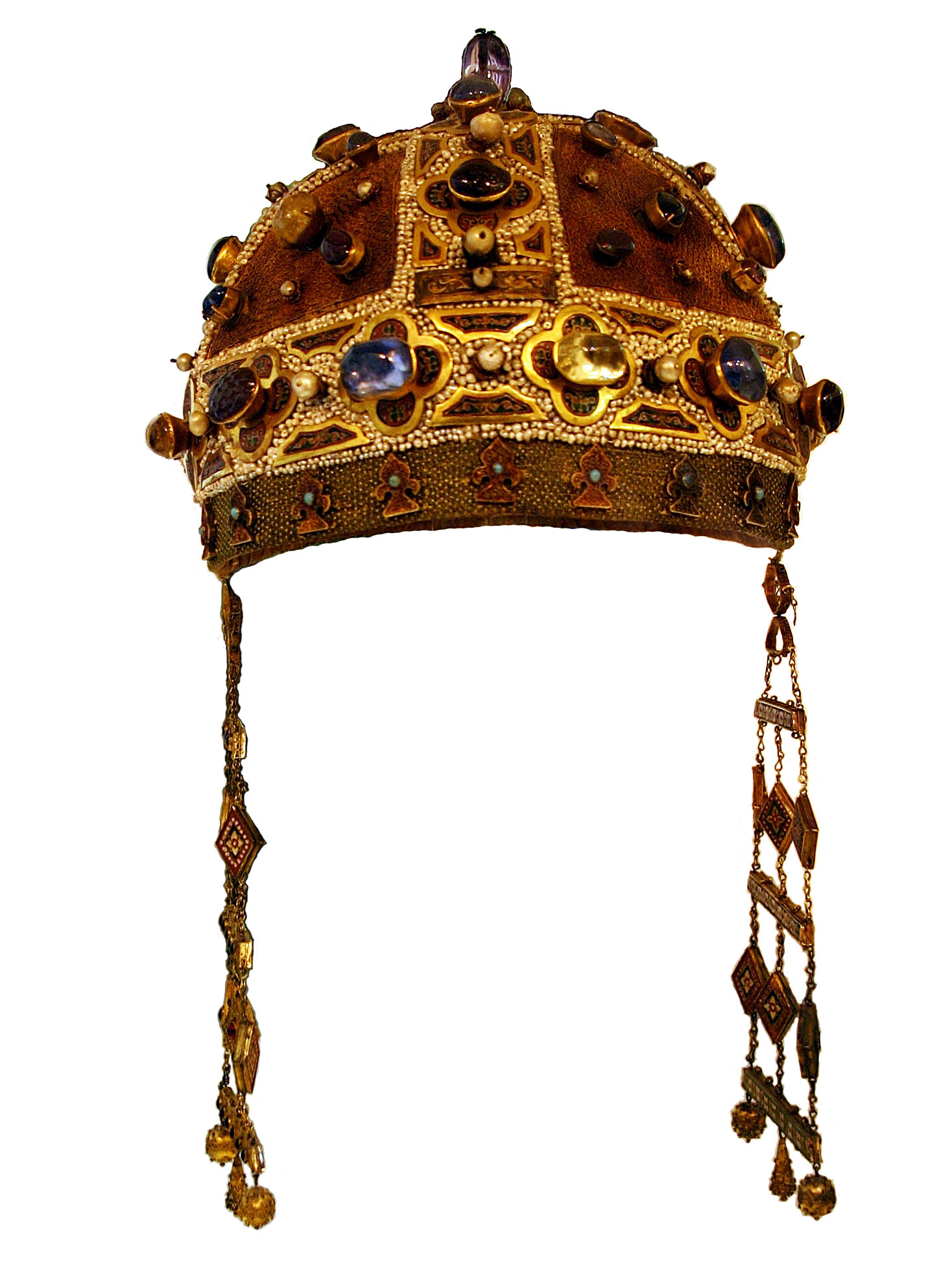
Тиара Констанции Арагонской, XIII век
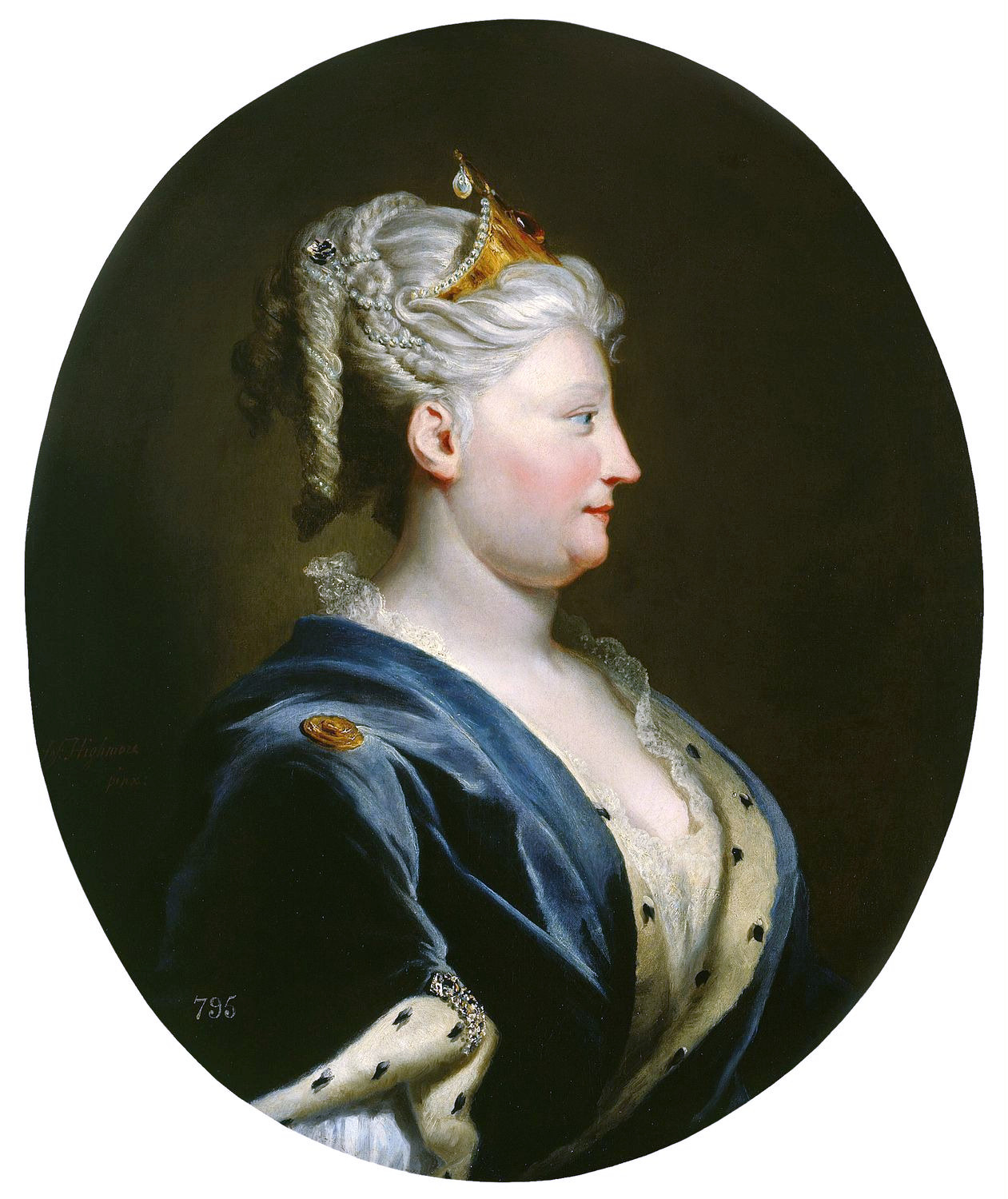
Королева Каролина Бранденбург-Ансбахская, ок. 1735
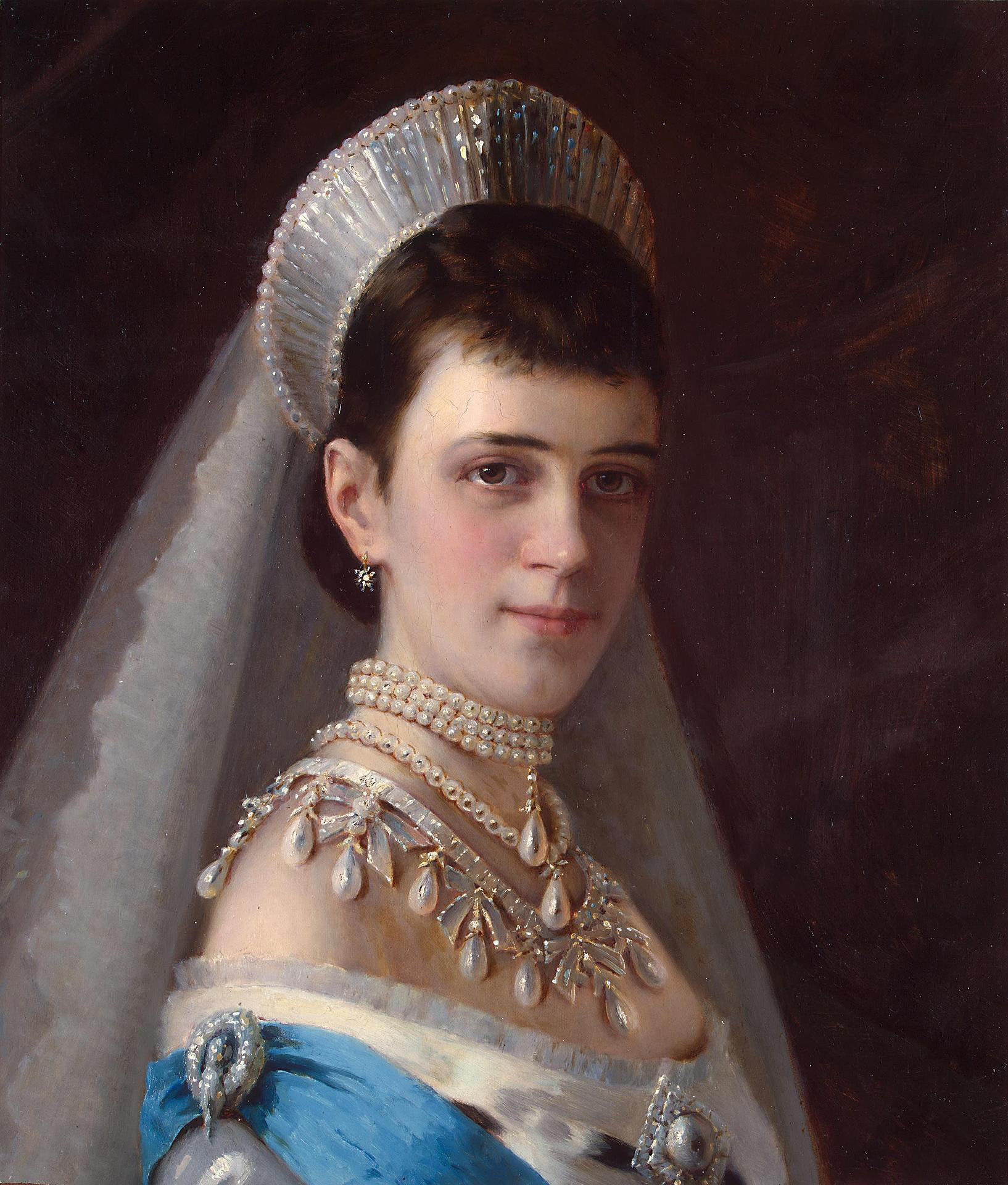
Императрица Мария Федоровна в «русской тиаре», 1880-е
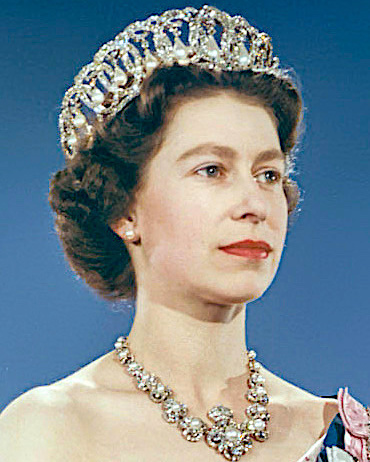
Королева Елизавета II в Владимирской тиаре, 1959
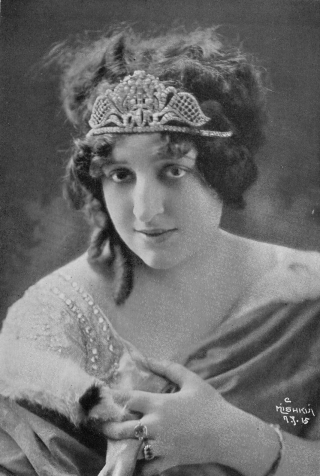
Певица Клаудия Муцио в налобной тиаре, 1910-е